# Sinendé
Sinendé è una città situata nel dipartimento di Borgou nello Stato del Benin con 75 422 abitanti (stima 2006).

## Amministrazione
Il comune è formato dai seguenti 4 arrondissement:
- Fô-Bourè
- Sèkèrè
- Sikki
- Sinendé